# Le lettere di Babbo Natale
Le lettere di Babbo Natale (titolo originale inglese: The Father Christmas Letters o Letters from Father Christmas), ora pubblicate come Lettere da Babbo Natale, sono una collezione di lettere scritte e illustrate da J. R. R. Tolkien tra il 1920 e il 1943 per i suoi figli, fittiziamente attribuite a Babbo Natale. Furono pubblicate postume il 2 settembre 1976 per il terzo anniversario della morte dell'Autore. La curatrice era Baillie Tolkien, la seconda moglie del suo figlio più giovane, Christopher. Vennero accolte caldamente dalla critica, la quale vi scorse elementi ispiratori per il suo capolavoro, Il Signore degli Anelli.

## Tema
Tolkien inizia a inviare ai propri figli - John, Michael, Christopher, Priscilla - queste lettere il 25 dicembre 1920, proseguendo nel gioco per oltre vent'anni: firmate Babbo Natale, infilate in buste bianche come la neve, affrancate con i francobolli delle Poste Polari, esse raccontano con humour e creatività le storie di Babbo Natale, ma anche del pasticcione Orso bianco e dell'Uomo della Luna, arricchendole di disegni e poesie.

## Edizioni italiane
- Le Lettere di Babbo Natale, traduzione di Francesco Saba Sardi, illustrazioni di J. R. R. Tolkien, a cura di Baillie Tolkien, Milano, Rusconi, 1980-1998, ISBN 88-18-25573-8. - in 3 voll., Collana Minibook, Rusconi, 1994, ISBN 88-18-12131-6.
- Le lettere di Babbo Natale, a cura di B. Tolkien, edizione italiana e trad. a cura di Marco Respinti, Milano, Bompiani, 2000. - ed. Deluxe, Bompiani, 2004, ISBN 978-88-452-3295-4; II ed. Deluxe, Bompiani, 2010.
- Lettere da Babbo Natale, illustrazioni di J.R.R. Tolkien, a cura di B. Tolkien, III ed. riveduta e accresciuta di Marco Respinti, Milano-Firenze, Bompiani, 2017  [2012], ISBN 978-88-452-9389-4.